# Kipke Tamás
Kipke Tamás (Székesfehérvár, 1952. április 6. – 2023. március 29.) magyar író, költő, újságíró, egyetemi tanár.

## Életpályája
Szülei: Kipke Ferenc és Pásztor Katalin. 1953-ban családja Esztergomba költözött. Az esztergomi Ferences Gimnáziumban érettségizett 1970-ben. 1970–1972 között az Ybl Miklós Építőipari Műszaki Főiskola hallgatója volt. 
1973–2011 között az Új Ember katolikus hetilapnál dolgozott újságíróként, majd 1990-től főszerkesztő-helyettesként, 2010-től szerkesztőségi tagként. 1976–1977 között elvégezte a MÚOSZ Újságíró Iskolát. 1977–1983 között ELTE BTK magyar-népművelés szakán folytatta tanulmányait. 1991-től a Magyar Katolikus Újságírók Szövetségének alelnöke. 2004-től a Magyar Katolikus Rádión saját jegyzetműsora volt. 2006–2009 között a Pázmány Péter Katolikus Egyetem Vitéz János Főiskolai Kar óraadó tanára. 2011-től a Keresztény Élet szerkesztője volt.
Írói tevékenysége mellett a Kistemplomos Lovagok Együttes tagja.

## Magánélete
1985-ben házasságot kötött Csáki Ágnessel. Három gyermekük született: Ágnes (1986), Ambrus (1987) és Karolina (1991).

## Művei
- Lélektür (novellafüzér, Kráter Műhely Egyesület, 1995)
- Hiányjelek (versek, Internetto virtuart könyvek, 1997)
- Roncshíd. Mintha-regény (Új Ember, Bp., 2000)
- Beatrice leveleskönyve (kisregény, Kráter Műhely Egyesület, 2004)
- Jegyzetkönyv. Vasárnapi publicisztikák (válogatás a Magyar Katolikus Rádióban elhangzott jegyzetekből – Új Ember Kiadó, 2005)
- Van remény? Kipke Tamás tűnődései (jegyzetek, Kairosz Kiadó, 2009)
- Egy szív, egy lélek. Kipke Tamás és Elmer István beszélgetése Miklósházy Attilával, a külföldön élő magyarok nyugalmazott püspökével; Szt. István társulat, Bp., 2009 (Pásztorok)
- Örökké lapzárta (jegyzetek, Kairosz kiadó, 2009)
- Rendelkezésre állok. Elmer István és Kipke Tamás beszélgetése Bíró László tábori püspökkel; Szt. István társulat, Bp., 2013 (Pásztorok)
- Két hangjáték (Pas de deux és Idősebbek hullámhosszán)
- Sodrásban – Jegyzetek hétről hétre (Kairosz kiadó, 2020)

## Díjai
- Gyulai Pál-díj
- Táncsics Mihály-díj (1996)
- Mikszáth Kálmán-díj (2011)
- Mindszenty-emlékérem (2017)[2]
- A Magyar Érdemrend lovagkeresztje (2020)